# Deny e Dino
Deny e Dino (stylisé Deny & Dino) est un groupe brésilien de rock, originaire de Santos, dans l'État de Rio de Janeiro, actif entre 1958 et 1996. Il est formé à l'origine par les chanteurs et auteurs-compositeurs José Rodrigues da Silva (Deny) (né en 1944) et Décio Scarpelli (Dino) (1942–1994).

## Histoire
Le duo se rencontre en 1956 à Santos et forme à la fin des années 1950 Os Boas Pintas, qui chante à la radio et dans les boîtes de nuit. Dans les années 1960, invités à participer aux programmes télévisés de Hugo Santana, ils adoptent les noms de Deny et Dino et enregistrent leur premier disque compact pour Odeon en 1966, avec la chanson Coruja (du duo), qui connaît un grand succès. Participant à l'émission Jovem Guarda sur TV Record à São Paulo, ils publient plusieurs compositions, telles que Eu não me importo, Lição de Moral, O Estranho Homem do Disco Voador, qui figurent toutes sur 'album Coruja, vendu à plus de deux millions d'exemplaires.
En 1969, le duo enregistre le LP Deny e Dino, également pour Odeon. D'autres succès sont enregistrés : O Maior Golpe do Mundo (Continental, 1975), avec la chanson-titre de Marcos Lago et Dino Rossi, et Cantem Comigo (Top Tape, 1973).